# Robert Wilson Goelet
Robert Wilson Goelet (né à New York le 9 janvier 1880 et mort à New York le 6 février 1966), est un homme d'affaires américain.

## Biographie
Descendant de Peter Goelet, Robert Wilson Goelet est le fils d'Ogden Goelet (en) et de Mary Wilson Goelet (en). Sa sœur, Mary Goelet, est l'épouse d'Henry Innes-Ker (8e duc de Roxburghe).
Sorti diplômé de l'université Harvard en 1902, date à laquelle il reçoit un million de dollars de la succession de son père.
Il devient « une force majeure dans le développement des chemins de fer, des hôtels et de l'immobilier américains », et est directeur de la Chemical Bank (en), de la New York Trust Company (en), de la City Investing Company, de la Fifth Avenue Corporation et de la Real Estate Mortgage Commission.
Durant la Première Guerre mondiale, il sert comme capitaine d'infanterie en France, d'abord avec la 77e division et plus tard avec la 82e division. Pour son service, il reçoit la Silver Star pour « bravoure » à la bataille de Meuse-Argonne.
Après la mort de sa mère en 1929, reconnaissant le changement dans le quartier de résidentiel à commercial, il fait démolir la maison familiale, 608 Fifth Avenue (en) à New York, et commande à Victor L.S. Hafner la conception du 608 Fifth Avenue actuel.

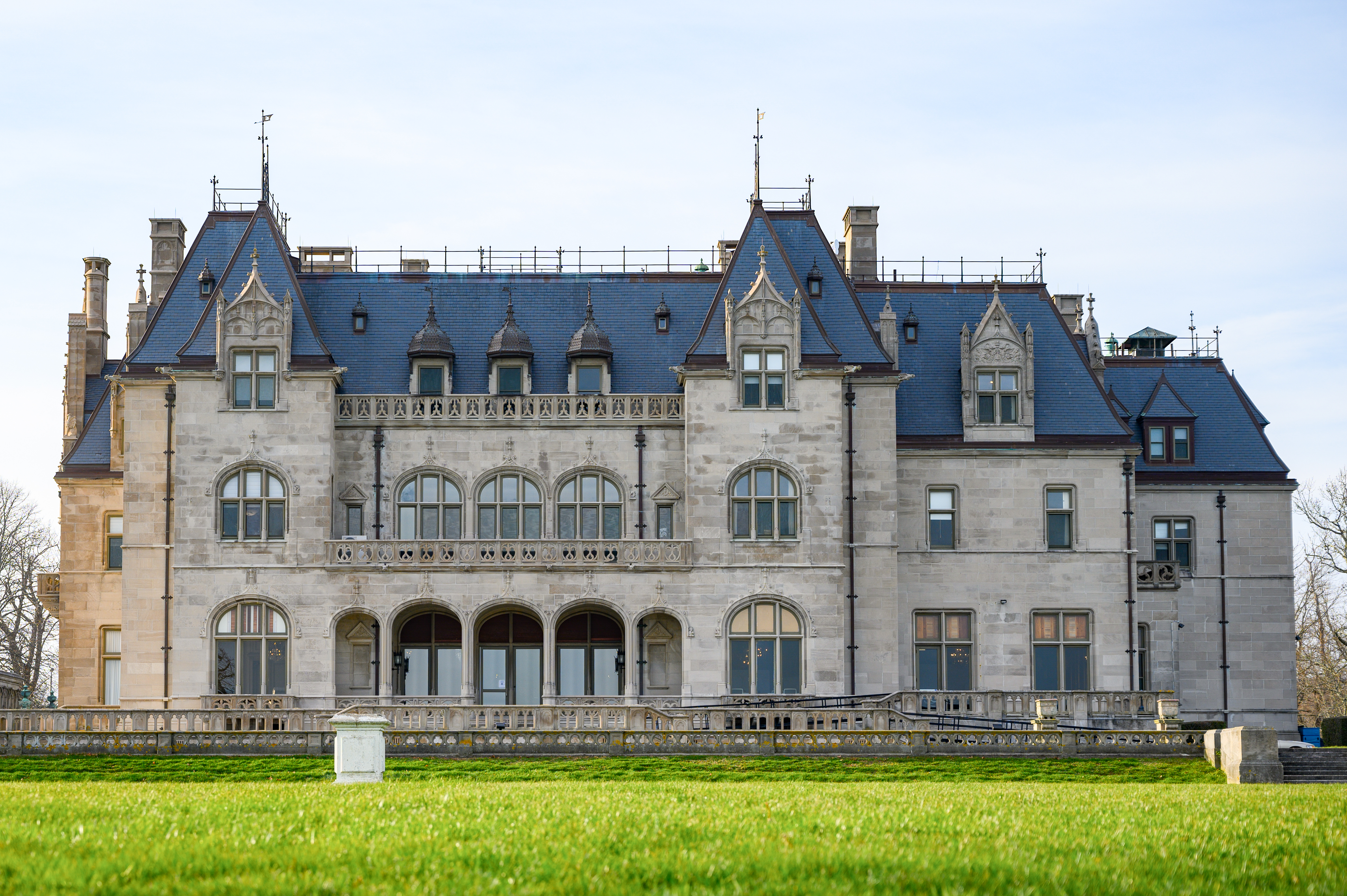
Ochre Court, à Newport.

En 1947, il propose en don aux Nations unies comme siège d'Ochre Court (en), le manoir Style Château de ses parents conçu par Richard Morris Hunt à Newport qui était le deuxième plus grand manoir de Newport après The Breakers. Ils décline le don et à la place, Goelet fait don d'Ochre Court aux Sœurs de la Miséricorde pour la formation du Salve Regina College, le premier collège catholique pour femmes de l'État de Rhode Island.
À la suite de son don d'Ochre Court en 1947, il acquiert une maison connue sous le nom de Champ Soleil, conçue par Polhemus & Coffin (en) et située au 601 Bellevue Avenue (en) à Newport. Il siège aux conseils d'administration de Bailey's Beach (en) et du Newport Country Club (en), tous deux dont co-fondé par son oncle, et dont il est l'un des plus gros actionnaires. À New York, il est membre du Knickerbocker Club, du Harvard Club of New York (en), du Turf Club, de la Saint Nicholas Society of the City of New York (en), du Piping Rock Club (en) et du Tuxedo Club (en). Il possède également une plantation près de Charleston et est le constructeur du manoir de Glenmere, son domaine sur l'Hudson construit en 1911 et conçu par Carrère and Hastings (en), où il reçoit notamment Babe Ruth et le duc et la duchesse de Windsor. Glenmere était un manoir de 62 pièces dans le style d'une villa italienne sur 1 322 acres.
Goelet décède à son domicile, 4 East 66th Street à New York, le 6 février 1966. Ses funérailles ont lieu à St. Thomas et il est enterré au Cimetière de Woodlawn. Sa fortune est de 50 millions de dollars au moment de sa mort.

### Vie familiale

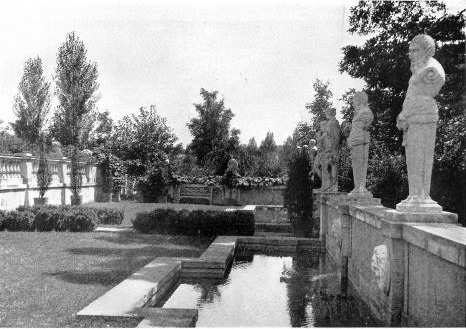
Glenmere

Le 14 juin 1904, Goelet épouse Marie Elise Whelen (1880-1959), fille du banquier Henry Whelan Jr. et belle-sœur de Craig Biddle. Divorçant en 1914 (elle s'est ensuite remariée avec l'artiste Henry Clews Jr. (en) et déménage au château de la Napoule), ils sont les parents de :
- Ogden Goelet (1907-1969), époux successif de Florence Enid Connfelt, de Maria Virginia Zimbalist (fille d'Alma Gluck et d'Efrem Zimbalist), de Mimi Nicholson Browne (remariée à John Philip Cohane puis à Florian de Kergorlay) et de Sarah Sherborne Haigh
- Peter Goelet (1911-1986)

Le 22 octobre 1919, en l'église américaine de Paris, il se remarie avec Donna Fernanda Rocchi (1885-1982), ancienne épouse du prince Nicolas Riabouchinsky, un ami proche de Goelet. Ils divorcent en 1924 et elle est plus tard connue sous le nom de duchesse de Villarosa. Ils ont un fils :
- Robert Wilson Goelet, Jr. (1921-1989), producteur de films, époux de Jane Potter Monroe (remariée à Llewellyn Thompson (en)), puis de Lynn Merrick.

Le 24 septembre 1925, il épouse Roberta Willard (1891-1949), fille du colonel Joseph Willard. Ils sont les parents de :
- Mary Eleanor Goelet (1927-1994), époux du banquier James Eliot Cross puis d'Harold C. King.

## Sources
- (en) Cet article est partiellement ou en totalité issu de l’article de Wikipédia en anglais intitulé « Robert Wilson Goelet » (voir la liste des auteurs).